# Indy (truc)
Een Indy (of Indy Grab, of Fs Grab) skateboard- en snowboard-truc. Met je achterste hand pak je je board aan de voorkant (aan de kant van je tenen) vast tussen je benen in.

## Skateboard
Deze truc kan zowel op platte grond gedaan worden als in een halfpipe. In het laatste is de truc het makkelijkst. Deze truc wordt gedaan sinds de jaren 70. De eerste Indy is gedaan door Duane Peters, en gepopulariseerd door Tony Alva. De truc wordt het meest gedaan in combinatie met draaiingen en flip tricks, zoals Kickflip en Heelflip. De meest bekende variatie is Kickflip (to) Indy.

## Snowboard
Op het snowboard is dit de meest simpele truc om mee te beginnen. Deze truc wordt vaak gecombineerd met rotaties, zoals 540°'s en ook Backflips.

## Naam
Indy wordt ook gebruikt als naam voor meisjes en jongens.